# 崔凡述
崔 凡述（チェ・ボムスル、朝鮮語: 최범술、1904年5月26日 - 1979年7月10日）は、日本統治時代の朝鮮および大韓民国の独立運動家、仏教の僧侶、教育者、政治家、茶人。制憲韓国国会議員。
俗名は英煥。堂号は錦峯、法号は暁堂（ヒョダン、효당/曉堂）。

## 経歴
慶尚南道昆陽郡両浦面（後の泗川郡西浦面）出身。昆陽普通学校卒業後、1916年に地元の多率寺で出家した。1917年に海印寺の地方学林に入学した。三・一運動の時は独立宣言文を配布したため、日本の警察に逮捕された。1922年に渡日し大正大学予科を経て、1933年に同大仏教学科卒。特に1923年以降は朴烈、朴興坤、陸洪均、韓龍雲、金法麟らと「不逞鮮人社」「黒友会」「卍党」などの運動に参加して、いわゆる「朴烈事件」の大逆事件で上海への爆弾運搬役として検挙され、8か月間投獄された。1933年に朝鮮仏教青年同盟中央執行委員長、明成女子学校校長を務め、日本留学時代にインドの高僧からもらった仏舎利3個を梵魚寺に寄贈した。1934年に地元の泗川で光明学院を設立し、1936年に多率寺仏教伝授学院を創立し、同寺に留まった金法麟、金凡父らと密かに独立運動を展開した。1937年に海印寺の八万大蔵経を印経した。1943年9月からの13か月間にまた警察の拘検を受けた。また、他に多率寺住職、仏教社社長、朝鮮仏教総本山建設宗憲起草委員を歴任した。
光復後は米ソ共同委員会大韓仏教団体代表、海印寺住職、朝鮮仏教中央総務院総務部長、財団法人仏教中央教団理事、財団法人伽倻叢林理事、国民大学第2・3代理事長を務め、1948年の初代総選挙で国会議員に当選した。1951年に海印中高等学校を創設し、52年に海印大学を設立し、理事長・学長を務めた。
1960年以降は多率寺の組室で茶道の大家として活動し、元暁に関する研究も行った。1979年7月10日にソウル市内の貞陵普賢庵で入寂。享年75。多率寺に浮屠を奉安した。

## 人物・賞勲
妻帯者である。1942年に韓龍雲の勧めで結婚したが、1964年に離婚した。1971年に再婚し、合わせて1男3女をもうけた。
学術研究は元暁以外に、義天、草衣、万海にも関心がある。
1969年に国民勲章無窮花章を受賞し、1986年に大統領表彰が、1990年に愛族章が追叙された。

## 親日論争
2004年3月、文化放送の『PD手帳』は韓龍雲の弟子で、義烈団でも活動した崔の親日行為について放送した。その後、民族問題研究所が出した『親日人名辞典』も当初、親日人名辞典編纂委員の僧侶・林慧峰（林明三）の見解で崔を収録した。理由は崔が北支皇軍慰問使に参加したほか、1939年8月に多率寺で開催された法会に日本の僧侶も多数参加したため、親日行事とされたが、崔の妻や仏教学者の金相鉉らは崔が抗日活動を行ったのは明白で、当時の状況からすると慰問行事に参加せざるを得なかった。また、多率寺の住職を務めただけで、あるいは行事に参加するだけで親日派とされるのは不十分だと反論した後、民族問題研究所長の任軒永が誤りを認め、『親日人名辞典』から崔を削除された。